# Pandanus senegalensis
Pandanus senegalensis är en enhjärtbladig växtart som beskrevs av Harold St.John och Huynh. Pandanus senegalensis ingår i släktet Pandanus och familjen Pandanaceae.
Artens utbredningsområde är Senegal. Inga underarter finns listade.